# Манучарян, Григорий Назарович
Григорий Назарович Манучарян (1915—1995) — военный и научный деятель, полковник медицинской службы, доцент. (арм. Մանուչարյան Գրիգորի, Manucharyan Grigori)

## Биография
Родился 15 ноября 1915 г. в селе Шарук-Кар, в крестьянской семье. Армянин. В 1939 году окончил с отличием Ереванский медицинский институт, по окончании был зачислен в аспирантуру на кафедру биохимии. Член КПСС с 1939 г.

## Военная служба
В октябре 1939 года был призван в ряды Советской Армии. 
С первого дня и до окончания Великой Отечественной войны находился на фронте.
Принимал участие в боях в составе Южного Фронта, Черноморской группы войск, Северо-Кавказского фронта, 3-го и 1-го Белорусских фронтов.
В период войны проходил службу в Армии на следующих основных должностях:
- Начальник санитарной службы 364 отдельного Зенитного Артиллерийского дивизиона,
- Старший врач 1345 Зенитного Артиллерийского полка,
- Дивизионный врач 20-й Зенитной Артиллерийской Неманской дивизии[1]

После войны:
- Начальник учебной части военной кафедры Ереванского медицинского института (1946—1950),
- Присвоено звание полковника медицинской службы (1951 г., Ленинград),
- Слушатель командно-медицинского факультета Военно-медицинской ордена Ленина Академии им. С. М. Кирова, Ленинград (окончил с отличием в 1953 г.),
- Начальник военно-медицинского отдела 8-й гвардейской Армии (в должности генерал-майора, ГДР, 1953—1957, под командованием генерала армии Г. И. Хетагурова)

Демобилизован в 1974 г.
Научно-преподавательская деятельность.
- Научные исследования в области биохимии. Первая научная работа по теме «Об участии аскорбиновой кислоты в процессе дезаминирования аминокислот» опубликована в 1949 г., научный руководитель — Академик АН Арм. ССР, профессор Г. Х. Бунятян.
- В 1962 г. защитил кандидатскую диссертацию на тему: «Военная медико-географическая характеристика Германской Демократической Республики, как одного из районов западного театра военных действий» (на момент защиты засекречено).
- В 1966 г. присвоено звание доцента[3]
- Начальник военной кафедры Ярославского медицинского института (1957—1974).
- После демобилизации (1974 г.)- преподаватель военной кафедры Ереванского государственного медицинского института[4]

## Награды
- Дважды кавалер Ордена «Красной Звезды»
- Трижды кавалер Орденов «Отечественной войны»
- Медаль «За отвагу», «За взятие Берлина», «За победу над Германией в Великой Отечественной войне 1941—1945 гг.», «За боевые заслуги», а также 17 других медалей.

Имеет 4 благодарности Верховного Главнокомандующего И. В. Сталина:
- За участие в боях по освобождению г. Витебска (26 июня 1944 г.),
- За участие в боях при прорыве обороны немцев и вторжение в пределы Восточной Пруссии (23 декабря 1944 г.),
- За отличные боевые действия при форсировании реки Неман и прорыве обороны немцев (31 июля 1944 г.),
- За участие в боях при прорыве сильно укрепленной, глубоко эшелонированной обороны немцев, прикрывающей Берлин с Востока и наступление на Берлин (23 апреля 1945 г.).[5]

## Семья
Супруга — Авагян Заруи Арсеновна

## Дети
- Манучарян (Лапшина) Лариса Григорьевна
- Манучарян Сильва Григорьевна
- Манучарян Юрий Григорьевич

Внуки:
- Лапшин Сергей Валерьевич
- Лапшина Наталья Валерьевна
- Атанесян Артур Владимирович
- Атанесян Анна Владимировна
- Манучарян Марина Юрьевна

Умер и похоронен в 1995 г. в городе Ярославль, РФ